# Surface commerciale utile
Pour les articles homonymes, voir SCU et GLA.
La surface commerciale utile, abrégée par les sigles SCU ou GLA (pour l'anglais gross leasable area), est, dans le monde du commerce, la surface englobant la surface de vente, les bureaux et les réserves ainsi que les allées de circulation. 
Ainsi, dans un centre commercial, elle n'inclut pas les espaces dont les commerçants bénéficient collectivement tels que les parkings.
On la distingue de la surface de vente en ce sens que cette dernière n'inclut pas certains espaces que la surface commerciale utile englobe.